# 블루 블러드 (드라마)
《블루 블러드》(영어: Blue Bloods)는 2010년부터 2024년까지 CBS에서 방영한 미국의 경찰 드라마 텔레비전 시리즈이다.

## 개요
뉴욕시 경찰청장인 프랭크 레이건(톰 셀릭 분)과 수사관으로 일하고 있는 큰아들 대니(도니 월버그 분), 그리고 하버드 법학과를 졸업하고 갓 경찰에 입문한 막내아들 제이미(윌 에스터스 분) 등 아버지와 아들이 나란히 경찰에 재직 중인 어느 가족에 대한 이야기이다.

## 출연
- 도니 월버그
- 브리짓 모이너핸
- 윌 에스터스
- 렌 캐리우
- 톰 셀릭
- 에이미 칼슨
- 새미 게일
- 머리사 라미레스
- 버네사 레이